# Panamahat
En Panamahat (toquilla stråhat) er en traditionel stråhat med skygge, der er blevet fremstillet i Ecuador. Traditionelt blev hattene flettet af bladene fra Carludovica palmata planten, der lokalt er kendt under navnet toquilla palmen eller jipijapa palmen, selvom det er en palme-agtig plante mere end en rigtig palme.
Panamahatte er lyse i farven, lette og permable, og de bæres ofte sammen med lette jakkesæt om sommeren, som dem fremstillet af hør eller silke.
Kunsten at væve den traditionelle ecuadorianske toquilla hat kom på UNESCOs Immaterielle kulturarvsliste d. 6. december 2012.

## Kvalitet
De to primære processer til at fremstillet panamahatte er vævning og udblokning. Hattene bliver gradueret med et tal der indikerer kvaliteten, men disse varierer fra sælger til sælger. De mest sjældne og dyreste hatte kan have mellem 300 og 400 vævninger per kvadratcentimeter. Disse hatte kaldes Montecristis, efter byen Montecristi, hvor de bliver fremstillet. The Montecristi Foundation har etableret et gradueringssystem baseret på en figur kaldet Montecristi Cuenta, der beregnes ved at måle den horisontale og vertikale række var vævninger per tomme.
En "superfino" panamahat can, kan ifølge et populært rygte, holde vand, og når den er rullet op til opbevaring passere igennem en vielsesring.
Selvom panamahatte skaber levebrød for tusinder af folk fra Ecuador, er der færre end et dusin vævere, der er i stand til at fremstille den fineste kvalitet kaldet "Montecristi superfinos". Produktionen i Ecuador dalende som følge af økonomiske problemer i landet og konkurrence fra kinesiske hatteproducenter.

## Eksterne links
- Wikimedia Commons har flere filer relateret til Panamahat
- The History of Panama Hat Style
- How are made Panama hats in Montecristi. Process. Arkiveret 8. april 2015 hos  Wayback Machine